# 솔로프라
솔로프라(이탈리아어: Solofra)는 이탈리아 캄파니아주 아벨리노도의 코무네다.